# Phobocampe confusa
Phobocampe confusa är en stekelart som först beskrevs av Thomson 1887.  Phobocampe confusa ingår i släktet Phobocampe och familjen brokparasitsteklar. Inga underarter finns listade i Catalogue of Life.